# Max Barskih
Mykóla Bórtnyk (ukrainska: Мико́ла Бо́ртник, Mykóla Bórtnyk; ryska: Николай Николаевич Бортник, Nikolaj Nikolajevitj Bortnik), känd under sitt artistnamn Max Barskih (ryska: Макс Барских, Maks Barskich), född 8 mars 1990 i Cherson, är en ukrainsk sångare-låtskrivare.

## Biografi
Mykola Bortnyk (Max Barskih) föddes den 8 mars 1990 i Cherson. Efter att ha tagit examen flyttade han till Ukrainas huvudstad Kiev.

### Karriär
Barskih debuterade inför större publik som låtskrivare och artist år 2008 då han var med i Fabrika Zirok, en musiktävling på ukrainsk TV. Två år efter sin medverkan i programmet släppte han sitt debutalbum 1: MAX BARSKIH.
År 2010 deltog han i Fabrika Superfinal. Under år 2011 släppte han flera singlar, däribland "Lost In Love" och "Belyj voron". Vid Ukrainas uttagning till Eurovision Song Contest 2012 deltog han med låten "Dance". Vid finalen i februari slutade han tvåa, bakom segrande Gaitana.

## Diskografi

### Album
- 2009 — 1:MAX BARSKIH
- 2012 — TBA*

* Albumets namn är ännu inte offentliggjort

### Singlar
*(transkribering inom parentes)
- 2009 — "S.L."
- 2009 — "Пусто" (Pusto)
- 2009 — "DVD" (med Natalija Mohylevska)
- 2010 — "Агония" (Agonija)
- 2010 — "Сердце бьётся" (Serdtse bjotsja; med Svitlana Loboda)
- 2010 — "Студент" (Student)
- 2011 — "Lost in love"
- 2011 — "Белый ворон" (Belyj voron)
- 2011 — "Atoms/Глаза-убийцы" (Glaza-ubijtsy)
- 2011 — "Downtown"
- 2011 — "Dance" (rysk och engelsk version)
- 2012 — "Fuck Off"
- 2012 — "Higher"